# Carmen Boza
Carmen Boza Tomillero (La Línea de la Concepción, 24 luglio 1987) è una cantautrice spagnola.

## Biografia
Nel 2011 pubblica il suo primo disco intitolato Lapis Lazuli composto da undici canzoni, prodotto con la collaborazione di Román Méndez, batterista dei Miss Caffeine.
Nel 2015 esce il suo secondo album dal titolo La mansión de los espejos. Nel 2016 intraprende un tour sul territorio spagnolo. Nel 2018 ha pubblicato il suo terzo album intitolato La Caja Negra, che si è piazzato secondo nella classifica spagnola PROMUSICAE. Il disco composto da nove canzoni composte, vede la partecipazione di Román Méndez alla batteria ed Estefanía Gómez al basso.
Nel 2019 con il singolo Un golpe de suerte si esibisce sul canale spagnolo La 2.

## Discografia

### Album in studio
- 2011 – Lapis Lázuli
- 2012 – Rollitos de primavera
- 2015 – La mansión de los espejos
- 2018 – La caja negra